# Federigo Enriques

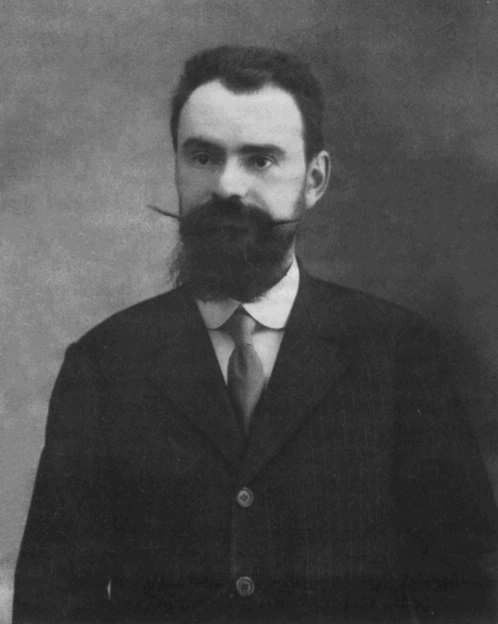
Federigo Enriques (1914)

Federigo Enriques (* 5. Januar 1871 in Livorno; † 14. Juni 1946 in Rom) war ein italienischer Mathematiker, der hauptsächlich im Bereich der algebraischen Geometrie und Geometrie arbeitete.

## Leben
Er wuchs in Pisa auf, wo er bis zu seinem Abschluss 1891 an der Universität u. a. bei Enrico Betti studierte. Im Jahr darauf begann bei seinem Rom-Aufenthalt bei Guido Castelnuovo, mit dem er in der Folge teilweise zusammenarbeitete, seine langjährigen Beschäftigung mit algebraischen Flächen. 1893 ging er nach Turin zu Corrado Segre. Außerdem hörte er bei Luigi Bianchi, Ulisse Dini und Vito Volterra. 1896 wurde er Professor für Geometrie in Bologna, 1923 in Rom. Im Jahr 1923 wurde er zum Mitglied der Leopoldina und 1938 zum Ehrenmitglied der Royal Society of Edinburgh gewählt. 1938–1944 musste er seinen Professorentitel aufgeben, da er jüdischer Herkunft war, und tauchte längere Zeit unter (sein Schüler Attilio Frajese versteckte ihn und seine Familie 1943 in Rom).
Enriques führte mit Castelnuovo ein sich über 20 Jahre erstreckenden Programm zur Klassifikation algebraischer Flächen aus. Er war auch an den Grundlagen der Geometrie und historischen und philosophischen Fragen interessiert und schrieb mit Amaldi mehrere Schulbücher über Algebra und Geometrie. Neben Francesco Severi und Guido Castelnuovo ist er einer der führenden Vertreter der italienischen Schule der algebraischen Geometrie. Seine Vorlesungen über Mathematikgeschichte, herausgegeben von seinem Schüler Attilio Frajese, hielt er bis 1938, dann erhielt er Lehrverbot.
Seit 1906 war er Mitglied der Accademia Nazionale dei Lincei. 1907 erhielt er den Bordin Preis der Pariser Akademie. 1912 hielt er einen Plenarvortrag auf dem Internationalen Mathematikerkongress in Cambridge (Il significato della critica dei principii nello sviluppo delle matematiche). Er war Mitglied der Accademia Nazionale delle Scienze. Kurz vor seinem Tod wurde er im Dezember 1945 als assoziiertes Mitglied in die Académie royale des Sciences, des Lettres et des Beaux-Arts de Belgique aufgenommen.
Seine Schwester heiratete Guido Castelnuovo.

## Schriften
- Problemi della scienza 1906
- Probleme der Wissenschaft, Leipzig und Berlin 1910. Online Archive
- Lezioni di geometria proiettiva, 1894, 4. Aufl. Bologna 1926
- Mit Oscar Chisini: Teoria geometrica delle equazioni algebriche, 4 Bände 1915
- Als Herausgeber und Mitautor: Fragen der Elementargeometrie. 2 Bde., Teubner, 1907, 1910
- Mit Fabio Conforto: La superficie razionale, Bologna 1939
- Mit Campedelli: Lezioni sulla teoria delle superficie algebriche. Padua 1932
- Zur Geschichte der Logik, Teubner 1927, ital. Per la storia della logica 1921
- Mit Giorgio de Santillana: Histoire de la pensee scientifique, 6 Bände Paris 1936–1939
- Le matematiche nella storia e nella cultura, 1938
- La theorie de la connaissance scientifique de Kant a nos jours, Paris 1938
- Causalitè et determinisme dans la philosophie et l'histoire des sciences, Paris 1940
- Enriques Prinzipien der Geometrie, Enzykl. Mathem. Wiss. 1907
- Castelnuovo, Enriques Grundeigenschaften der algebraischen Flächen, Enzykl.Mathem.Wiss. 1908
- Castelnuovo, Enriques Algebraische Flächen vom Standpunkt der birationalen Transformationen, Enzykl. Mathem.Wiss., 1914

### Artikel
In der Zeitschrift Scientia (Bologna: Zanichelli).
- Eredità ed evoluzione
- I numeri e l'infinito
- Il pragmatismo
- Il principio di ragion sufficiente nel pensiero greco
- Il problema della realtà
- Il significato della critica dei principii nello sviluppo delle matematiche
- Importanza della storia del pensiero scientifico nella cultura nazionale
- L'infini dans la pensee des grecs
- L'infinito nella storia del pensiero
- L'oeuvre mathematique de Klein
- La connaissance historique et la connaissance scientifique dans la critique de Enrico De Michelis
- La filosofia positiva e la classificazione delle scienze
- I motivi della filosofia di Eugenio Rignano